# Bartel BM-5
Il Bartel BM-5 fu un aereo da addestramento biposto, monomotore biplano, sviluppato dall'azienda aeronautica polacca Wielkopolska Wytwórnia Samolotów Samolot nei tardi anni venti e prodotto, oltre che dalla stessa, anche dalla Państwowe Zakłady Lotnicze (PZL) che ne realizzò una variante, indicata come BM-5c, dalla diversa motorizzazione ad architettura radiale.
Destinato alla formazione di primo livello dei piloti dell'aeronautica militare polacca, nella variante BM-5c rimase in servizio fino allo scoppio della Seconda guerra mondiale.

## Versioni
BM-5a
versione equipaggiata con un motore Austro-Daimler 6, 6 cilindri in linea raffreddato a liquido da 220 hp (160 kW) nominali.
BM-5b
versione equipaggiata con un motore SPA 6A, 6 cilindri in linea raffreddato a liquido da 220 hp (160 kW) nominali, 230 hp (170 kW) al decollo.
BM-5c
versione equipaggiata con un motore Hispano-Suiza 8Fb, 8 cilindri a V raffreddato a liquido, potenza 320 hp (240 kW) al decollo, 300 hp (220 kW) nominale.
BM-5d
versione equipaggiata con un motore Wright J-5 Whirlwind, radiale 9 cilindri raffreddato ad aria, potenza 240 hp (180 kW) al decollo, 220 hp (160 kW) nominale.

## Utilizzatori
Polonia
- Siły Powietrzne